# Bičevanje Krista (Piero della Francesca)
Bičevanje Krista je slavna slika Piera della Francesce iz 1455. – 60. godine na kojoj je na najsmjeliji način prikazana ekstremna linearna perspektiva koja je postala važna odlika rane renesanse.
Kompozicija slike je podijeljena na dva gotovo jednaka dijela jednim bijelim stupcem, prema pravilu zlatnog reza koji ova dva dijela uravnotežuje. U lijevom dijelu je u pozadini prikazan Krist kojega upravo bičuju, dok se u desnom dijelu nalaze tri stojeće figure, u nekom razgovoru i nesvjesne događanja iza njih. Linearnom perspektivom ostvaren je dubok kubni prostor zatvorenih granica. Granice prostora su određene arhitekturom - linijama i plohama poda, stropa, zidova, stupova, kroz koje se jasno i čitljivo postupno nižu planovi, naglašeni još razmještajem likova
Sitni detalji na tkaninama i draperijama njihovih luksuznih odora podsjeća na mletačka djela umjetnika kao što su Giovanni Bellini.
Ova slika je privukla mnogo pozornosti zbog neugodne teme, i premda danas postoje mnoge teorije o njezinom značenju, danas se smatra kako je ona bila pokušaj pomirenja Istočne i Zapadne Crkve u vrijeme turske opasnosti, te tako motiv Bičevanje Krista predstavlja patnje Konstantinopola. Tako bi se osobe na slici mogle protumačiti; krajnje lijeva figura bi bio turski sultan Murat II., a stojeće figure od lijeva prema desno: kardinal Bessarion, Toma Peleolog (brat bizantskog cara Ivana VIII.) i Niccolò III. d'Este, vojvoda od Ferrare i domaćin Mantovskog koncila gdje se predlagao križarski rat protiv Osmanlija.
Sposobnost umjetnika da strogu perspektivu, inače karakteristiku firentinske slikarske škole kojoj della Francesca nije izravno pripadao, kombinira s dražešnošću nizozemske umjetnosti je bila nedostižna.
Slavni povjesničar umjetnosti, Kenneth Clark, svrstao je ovu sliku u deset najvažnijih u povijesti umjetnosti, prozvavši ju "najveća mala slika u povijesti".